# Gerenciamento de processos de negócio
O Gerenciamento de Processos de Negócio (português brasileiro) ou Gestão de Processos de Negócio (português europeu) (em inglês business process management ou BPM) é um conceito que une gestão de negócios e tecnologia da informação com foco na otimização dos resultados das organizações por meio da melhoria dos processos de negócio.
A utilização do BPM, ao longo dos últimos anos, vem crescendo de forma bastante significativa, dada a sua utilidade e rapidez com que melhora os processos nas empresas onde já foi implementado. A sua perspectiva de crescimento é muito grande.
O termo 'processos operacionais' se refere aos processos de rotina (repetitivos) desempenhados pelas organizações no seu dia-a-dia, ao contrário de 'processos de decisão estratégica', os quais são desempenhados pela alta direção. O BPM difere da remodelagem de processos de negócio, uma abordagem sobre gestão bem popular na década de 90, cujo enfoque não eram as alterações revolucionárias nos processos de negócio, mas a sua melhoria contínua.
Adicionalmente, as ferramentas denominadas sistemas de gestão de processos do negócio (sistemas BPM) monitoram o andamento dos processos de uma forma rápida e barata. Dessa forma, os gestores podem analisar e alterar processos baseados em dados reais e não apenas por intuição.
A alta direção da empresa pode enxergar, por exemplo, onde estão os gargalos, quem está atrasando (e o quanto está atrasando) determinada tarefa, com que frequência isso ocorre, o percentual de processos concluídos e em andamento, entre outros. Como conseqüência, fatores cruciais para o bom desempenho da organização podem ser analisados com extrema facilidade e rapidez o que geralmente não ocorre com outras ferramentas que não o BPM.
Além disso, as pessoas participantes do processo também são beneficiadas: com o BPM, elas têm o seu trabalho facilitado uma vez que recebem tarefas e devem simplesmente executá-las sem se preocupar com aspectos como, por exemplo, para onde devem enviá-las uma vez que o processo já foi desenhado e todas as possíveis situações de seguimento deste já estão registradas. Muitos profissionais têm buscado aprender as técnicas de BPM para incrementar o currículo e oferecer um diferencial agregador para as empresas nas quais atuam. Adicionalmente, os indivíduos podem enxergar como foi o caminho realizado até a sua atividade e em que status está. 
Os softwares responsáveis pela automação destas atividades são chamados de Business Process Management Suites, ou BPMS. Um dos mais famosos é o Bizagi, que possui uma gama de funcionalidades interessante e ainda é totalmente em português. 

## BPM: visão Gestão de Negócios
Nos anos 80, a Gestão da Qualidade Total estava no topo da lista de prioridades das empresas em todo o mundo. Na década de 90, Michael Hammer e James Champy lançaram o artigo "Don’t automate, obliterate" pela Harvard Business Review. Esse artigo foi o marco da chamada onda de BPR (Business Process Reengineering) ou Reengenharia de Processos.
Em 2003, Howard Smith e Peter Fingar lançaram o livro "Business Process Management: The Third Wave" com os conceitos de Gerenciamento de Processos de Negócios. O BPM se tornou então o assunto mais importante nas empresas. Como especialistas em TI, os autores focaram o BPM como sendo uma automação de processos por meio de ferramentas de software.
É importante ressaltar alguns pontos, em relação ao BPM, para os gestores interessados em implantar o Gerenciamento de Processos de Negócios para alavancar os resultados de suas organizações.
1. O BPM é um enfoque avançado de otimização e transformação de processos que evoluiu a partir das experiências das ondas anteriores (Gestão pela Qualidade Total, BPR).
2. Os BPMS (ferramentas de software) não são o BPM (Gerenciamento de Processos de Negócios). As ferramentas de software utilizadas para automação dos processos são desejáveis, porém não devem ser o foco. O foco deve ser a melhoria e transformação de processos de negócios para que as organizações possam alcançar os resultados esperados do negócio: aumento de produtividade, redução de burocracia, melhoria na rentabilidade, redução de defeitos e desperdícios, satisfação e fidelização de clientes.
3. O BPM não pode ser confundido com uma metodologia ou com uma ferramenta, ele é um conjunto de boas práticas que recomenda formas de aplicar essas metodologias e ferramentas na gestão de processos.[2]

Outro ponto de atenção é que implantar o BPM (Gerenciamento de Processos de Negócios) em uma empresa não é simples, não é rápido, envolve mudança de comportamento das pessoas e comprometimento da alta administração. Por último, o uso do enfoque de Gerenciamento de Processos de Negócios se torna essencial para o sucesso de um projeto de implantação de BPM. Não necessariamente se deve contratar uma consultoria especializada, desde que os gerentes tenham conhecimento e preparo adequado no assunto e a organização coloque o BPM como prioridade.
Business Process Management (BPM) tem como objetivo conectar a estratégia ao foco do cliente a partir de processos melhores.
O Gerenciamento de Processos de Negócios utiliza as melhores práticas de gestão, tais como: mapeamento de processos, modelagem, definição de nível de maturidade, documentação, plano de comunicação, automação, monitoramento mediante indicadores de desempenho e ciclo de melhoria e transformação contínua. O objetivo é a melhoria e transformação contínua dos processos para se atingir os resultados esperados.
Essas práticas aplicadas ajudam a maximizar os resultados e o desempenho dos processos, permitindo às organizações melhor rentabilidade, vantagem competitiva, redução de custos, otimização de recursos, aumento da satisfação dos clientes por meio de produtos e serviços em nível superior de qualidade.Com o aprimoramento dos processos, é possível gerar redução de custos, aumento da eficácia e, consequentemente, ampliação das vendas. Hoje estão disponíveis cursos que permitem ao profissional ou empresário interessado desenvolver habilidades que permitam o aprimoramento da gestão, com foco nos processos empresariais.

## O papel das pessoas no BPM
Uma das vertentes do BPM é o foco nas pessoas (human-centric), sendo estas o centro dos processos de negócio. Alguns BPMS vêm seguindo esta corrente buscando oferecer às partes interessadas (usuários, atores de processos, envolvidos) maior facilidade e flexibilidade no uso, o que torna a experiência mais agradável, com ferramentas simples e intuitivas.

#### Modelagem
A modelagem de processos é feita nos próprios BPMS, alguns dos quais seguem a notação mais usada atualmente, o BPMN (Business Process Modeling Notation), que consiste em uma série de ícones padrões para o desenho de processos, o que facilita o entendimento. Esta é uma etapa importante da automação pois é nela que os processos são descobertos e desenhados e também pode ser feita alguma alteração no percurso do processo visando a sua otimização.

#### Simulação
Após o desenho e o estabelecimento dos atores de processos, pode ser feita uma simulação, onde se pode testar se as regras pré-estabelecidas estão de acordo com o objetivo da empresa e se as tarefas estão sendo encaminhadas para as pessoas corretas.

#### Execução
A execução do processo ocorre após as etapas anteriores já terem sido realizadas. O BPMS utilizado faz com que as tarefas sejam enviadas para os seus devidos responsáveis, controlando o seu tempo de execução por pessoa e pelo processo em geral. Podem ser utilizadas também regras de negócio (Business Rules) pré-estabelecidas.

#### Controle
O controle ideal de BPM é aquele que está presente durante todas as etapas do processo: antes, durante e depois. Desde o início da modelagem até a análise pós-conclusão da execução, o controle deve ser realizado. Um tipo de controle que existe em alguns BPMS são relatórios de fluxos em andamento, onde é fornecido o status do fluxo, com quem está parado, há quanto tempo está parado, etc. Isso é importante para evitar que os erros sejam encontrados somente quando o processo é concluído. Há também relatórios de fluxos concluídos, onde se pode ter uma noção geral de como se desenvolveu o processo. Alguns softwares apresentam gráficos e relatórios com bastantes detalhes dos processos.

#### Otimização
A otimização tem crucial importância quando se trata de BPM. É essencial para que sejam feitas melhorias nos processos de modo a alcançar resultados positivos mais rapidamente, melhorando o serviço aos clientes e, possivelmente, com menores custos. Depende, obviamente, das etapas anteriores, principalmente do controle, onde deve haver uma busca pela perfeição..

#### Tecnologia BPM
Alguns definem como Sistemas BPM (BPMS - Business Process Management System) ou Suite como "o todo do BPM". Outros relatam a importância do conceito da movimentação da informação entre pacotes de software corporativos e imediatamente pensam na Arquitetura Orientada a Serviços (SOA). Outros ainda limitam a definição a "modelagem".

## Prática
Embora as etapas possam ser vistas como um ciclo, as restrições econômicas ou de tempo provavelmente limitarão o processo a apenas algumas iterações. Esse é frequentemente o caso quando uma organização usa a abordagem para objetivos de curto a médio prazo, em vez de tentar transformar a cultura organizacional. As verdadeiras iterações só são possíveis por meio dos esforços colaborativos dos participantes do processo. Na maioria das organizações, a complexidade requer tecnologia capacitadora (veja abaixo) para dar suporte aos participantes do processo nesses desafios diários de gerenciamento de processos.
Até o momento, muitas organizações muitas vezes iniciam um projeto ou programa de BPM com o objetivo de otimizar uma área que foi identificada como uma área para melhoria.
Atualmente, os padrões internacionais para a tarefa limitam o BPM à aplicação no setor de TI, e a ISO/IEC 15944 abrange os aspectos operacionais do negócio. No entanto, algumas corporações com a cultura de melhores práticas usam procedimentos operacionais padrão para regular seu processo operacional. Outros padrões estão sendo trabalhados atualmente para auxiliar na implementação de BPM (BPMN, arquitetura corporativa, Business Motivation Model).

## BPM CBOK V3.0
O Guia  para  o  Gerenciamento  de  Processos  de  Negócio – Corpo  Comum  de  Conhecimento - BPM  CBOK V3.0 em português é uma versão ajustada e ampliada do BPM CBOK V3.0 em inglês. O BPM CBOK V3.0 em português é organizado pela ABPMP – Association of Business Process Professionals do Brasil.  A aplicação de BPM depende de contexto e embora o O QUÊ seja de comum acordo, o COMO depende do ONDE. O BPM CBOK V3.0 em português foi preparado para o contexto e necessidades de aplicação de BPM no Brasil, ao nível crescente de interesse e maturidade em BPM no País e à necessidade de formação profissional em BPM para atender a este contexto e evolução.
O BPM CBOK é dividido em nove áreas do conhecimento, todas relacionadas e complementares umas às outras:
1.	Gerenciamento de Processos de Negócio
2.	Modelagem de Processos
3.	Análise de Processos
4.	Desenho de Processos
5.	Gerenciamento de Desempenho de Processos
6.	Transformação de Processos
7.	Organização do Gerenciamento de Processos
8.	Gerenciamento Corporativo de Processos
9.	Tecnologias de BPM